# Rana Hussein
Rana Saddam Hussein (arabisk: رنا صدام حسين, født 1969) er den tidligere Irakiske præsident Saddam Husseins anden datter. Hendes mor er Sajida Talfah. Hun er søster til Saddams to sønner Uday og Qusay Hussein og hans to døtre Raghad og Hala. 
Rena flygtede, sammen sin mand Saddam Kamel, til Jordan i 1995. Saddam bad dem komme tilbage til Irak, og lovede at både Kamel og hans bror, Hussein Kamel skulle blive tilgivet. De returnerede til Irak i god tro, men samme måned blev begge brødre dræbt af medlemmer af Ba'ath-partiet efter ordre fra Uday.
I 1997 blev hun og Raghad sat i husarrest af broderen Uday for at have deltaget i et komplot for at dræbe ham. 31. juli 2003 flygtede hun tilbage til Jordan, hvor kong Abdullah II gav hendes familie asyl.